# 라푼젤 시리즈
라푼젤 시리즈(Tangled: The Series) & 라푼젤의 모험(Rapunzel's Tangled Adventure)는 디즈니의 장편 애니메이션 라푼젤의 TV 시리즈. 2017년 3월 10일에 에피소드 0는 비포어 에버 에프터가 첫 방송 되었다 방영이후에 라푼젤 시리즈가 본방송이 시작되었다 일본에는 2017년 8월 11일에 먼저 방영을 시작되었고 대한민국에서는 2017년 9월 22일부터 방영을 시작되었다 미국에서 2020년 3월 1일에 마지막회 끝으로 방영이 되었고. 대한민국은
2020년 6월 20일에 마지막회 끝으로 방영이 되었다.

## 줄거리
머리카락이 잘린 라푼젤, 그런데 어느 날 갑자기 긴 머리가 다시 돌아왔다?! 하지만 나쁜마법도 섞여있었다

## 목소리 출연

### 원본판
- 라푼젤 : 맨디 무어
- 유진 : 재커리 리바이
- 카산드라 : 에덴 에스피노사
- 프레드릭 왕 : 클랜시 브라운
- 아리아나 여왕 : 줄리 보언
- 랜스 : 제임스 먼로 이글 하트
- 훅-풋 : 제프 로스
- 배리언 : 제레미 조던
- 경비대장 : M.C.게이니
- 피트 : 숀 헤이스
- 스탠 : 디드리히 바더
- 파스칼 : 디 브래들리 베이커
- 막시무스 : 네이선 그레노
- 기타 배역 : 루시 테일러

### 한국어판
- 라푼젤 : 박지윤
  - 어린 라푼젤 : 김미랑(아역)
- 유진 : 위훈 (시즌 1~2) → 한신 (시즌 3)
- 카산드라 : 김옥경
- 프레드릭 왕 : 이광수
- 아리아나 여왕 : 최덕희
- 경비대장 : 한상덕
- 피트 : 오인성
- 스탠, 베리언 : 정재헌
- 칼리오페: 정유정
- 고델 : 안경진
- 기타배역 : 홍진욱, 임윤선, 장미, 김채하

## 우리말 연출
- 오프닝곡 : 머리 휘날리며
- 노래 : 박지윤(라푼젤)
- 원곡 : 맨디 무어
- 작곡 : 케빈 클리쉬,앨런 멩컨
- 엔딩곡 : More of Me
- 노래 : 박지윤(라푼젤)
- 원곡 : 나타샤 베딩필드
- 작곡 : 케빈 클리쉬,앨런 멩컨
- 더빙 스튜디오 : STORM
- 믹싱 스튜디오 : STORM
- 음악 연출 : 박덕수
- 한국어 제작 : Disney Character Voices International,Inc.
- 기획 : 디즈니채널코리아(유)

## 참고
- 2020년 3월 27일 일본 간토권 민영방송사 TV 도쿄에서 일요일 아침에 디즈니 썬데이에서 첫 방송이 되었다